# Awaswas (poble)

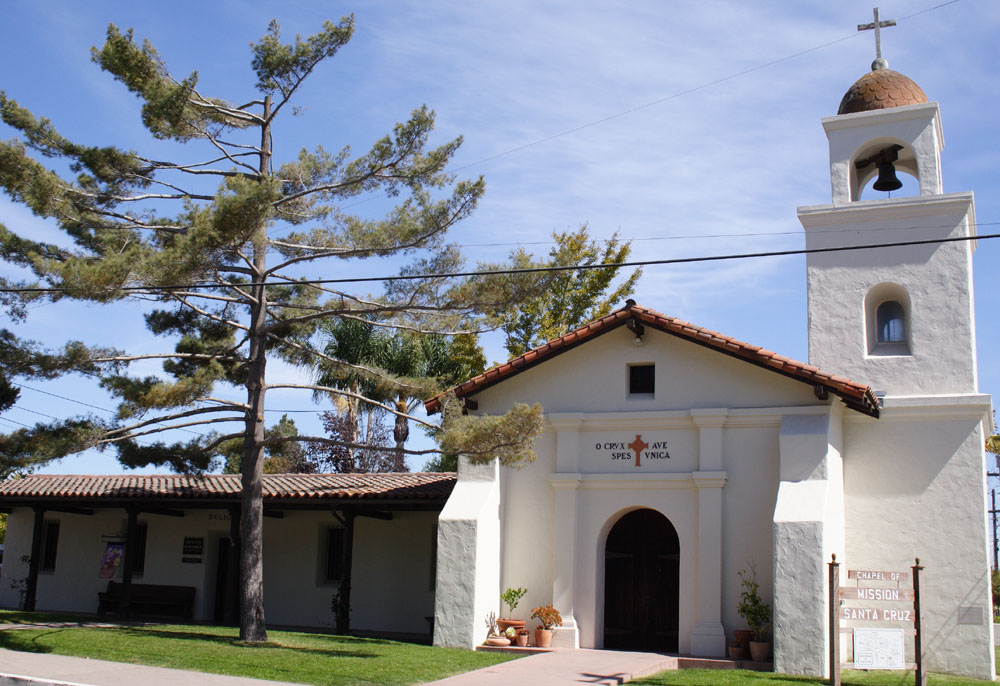
Capella de la Missió de Santa Cruz, reconstrucció.

Els awaswas, també coneguts com a poble Santa Cruz, són una de les vuit divisions dels amerindis ohlone (costano) del Nord de Califòrnia. Els awaswas vivien a les muntanyes Santa Cruz i al llarg de la costa de l'actual comtat de Santa Cruz fins a l'actual Davenport a Aptos.
Històricament parlaven awaswas, un dels dialectes costano de la família utiana, que es va convertir en l'idioma principal parlat a la Missió de Santa Cruz. Tanmateix, Tanmateix hi ha evidències que aquest grup era més geogràfic que no pas lingüístic, i que els registres del "costano Santa Cruz" representa de fet diversos dialectes.
El territori awaswas limitava a l'oest amb l'oceà Pacífic, amb els ramaytushes al nord, els tamyens a l'est, i els mutsuns i rumsens al sud. La població awaswas que vivia entre Davenport i Aptos era estimada en 600 persones en 1770.

## Història de l'era de les missions
Durant l'era de les missions espanyoles a Califòrnia, la vida dels awaswas canvià amb la construcció al seu territori de la Missió de Santa Cruz (fundada en 1791). Molts es van traslladar a la missió i hi foren batejats, van viure i foren educats per ser neòfits catòlics, també coneguts com a indis de missió, fins que les missions foren desarticulades pel govern mexicà en 1834.

## Tribus i viles awaswas
Les viles inclouen Sokel, que estava a Aptos, i Chatu-mu, que es trobava vora l'emplaçament actual de Santa Cruz. Els neòfits awasawas a la Missió de Santa Cruz provenien de les viles següents, situades a l'actual comtat de Santa Cruz:

Achilla, Aestaca, Agtisrn, Apil, Aulintac, Chalumü, Chanech, Chicutae, Choromi, Coot, Hauzaurni, Hottrochtac, Huachi, Hualquilme, Huocom, Locobo, Luchasmi, Mallin, Nohioalli, Ochoyos, Onbi, Osacalis (Souquel), Payanmin, Sachuen, Sagin, Shiuguermi, Shoremee, Sio Cotchmin, Tejey, Tomoy, Turami, Utalliam, Wallanmi, Yeunaba, Yeunata, Yeunator.

En 2011 es va convocar una marxa a Santa Cruz per preservar "the Knoll", un antic cementiri cerimonial amb una antiguitat de 6.000 anys situat vora Branciforte Creek.
Els awaswas, els "descendents documentats de les Missions de San Juan Bautista i Santa Cruz", són actualment membres de la banda tribal Amah Mutsun. En 2012 el cap tribal Amah Mutsun Valentin Lopez afirmà que "els membres de la tribu es troben dispersos. Pocs poden donar-se el luxe de viure a les seves terres històriques avui" i molts han establit llurs llars a la Vall Central de Califòrnia.